# Air Travel
Air Travel ist eine chinesische Fluggesellschaft mit Sitz in Kunming (Yunnan, China). Die Firma wurde 2014 als Hongtu Airlines gegründet und nahm 2016 den Betrieb auf. 2018 erfolgte die Umbenennung in Air Travel für den internationalen Gebrauch. Im Chinesischen trägt sie weiter den Namen Hongtu Airlines (红土航空). Derzeit fliegt Air Travel nur Ziele in China an.

## Geschichte

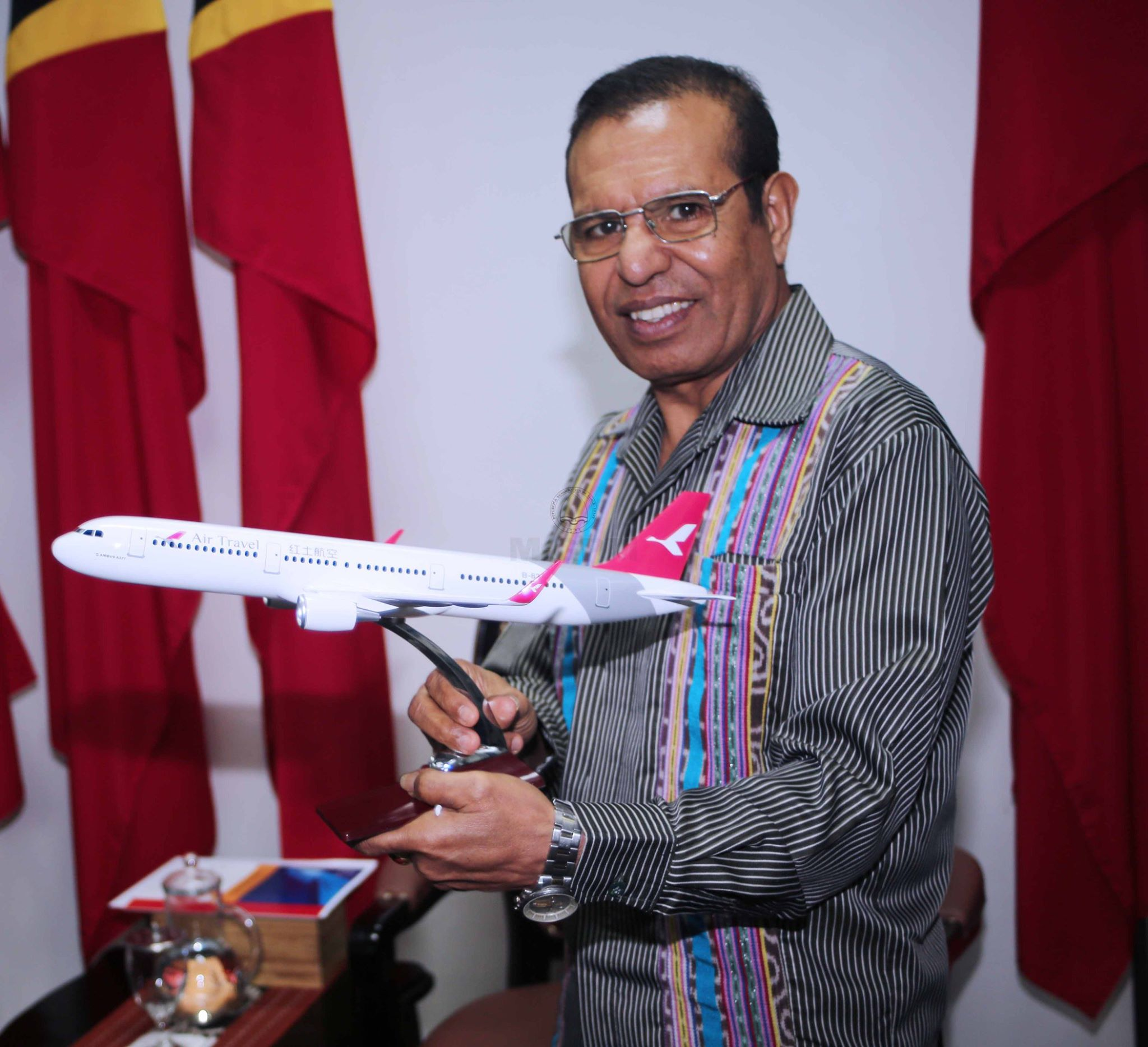
Osttimors Premierminister Taur Matan Ruak erhält als Geschenk ein Modell einer Maschine der Air Travel (2019)

2015 erhielt die Fluggesellschaft von der Zivilen Luftfahrtbehörde der Volksrepublik China (CAAC) die Zulassung. Der ursprüngliche Name „Hongtu“ (红土) bedeutet übersetzt „rote Erde“ und bezieht sich auf die rote Erde des Distrikts Dongchuan.
Der Erstflug erfolgte am 21. Mai 2016 mit einem Airbus A321 von Kunming nach Nanchang.
Im Mai 2019 schloss man mit Air Timor einen Vertrag zum Codesharing. Air Travel will Dili als sein erstes Auslandsziel von Hongkong aus anfliegen. Von hier aus sollten andere Ziele in der Region angeflogen werden. Gedacht waren Verbindungen nach Bali, Perth und Darwin. Die Pläne wurden nie umgesetzt.

## Besitzer
Die Kunming Evergreen Financing hält 30 % der Gesellschaft, 20 % gehören dem Geschäftsmann und Vorsitzenden Tang Longcheng, den Rest teilen sich fünf Unternehmen.

## Flotte
Mit Stand September 2024 besteht die Flotte der Air Travel aus 15 Flugzeugen mit einem Durchschnittsalter von 6,2 Jahren:
| Flugzeugtyp     | Anzahl | bestellt | Anmerkungen               | Durchschnittsalter |
| --------------- | ------ | -------- | ------------------------- | ------------------ |
| Airbus A319-100 | 01     |          | mit Winglets ausgestattet | 5,7 Jahre          |
| Airbus A320-200 | 05     |          | mit Winglets ausgestattet | 7,6 Jahre          |
| Airbus A320neo  | 07     |          |                           | 4,2 Jahre          |
| Airbus A321-200 | 02     |          | mit Winglets ausgestattet | 10,1 Jahre         |
| Gesamt          | 15     | -        |                           | 6,2 Jahre          |

### Aktuelle Sonderbemalungen
| Bemalung             | Flugzeugtyp     | Luftfahrzeugkennzeichen | Zeitraum            | Bild |
| -------------------- | --------------- | ----------------------- | ------------------- | --- |
| Chasing Financial    | Airbus A320-200 | B-303M                  | seit September 2021 | Bild gesucht Die Wikipedia wünscht sich an dieser Stelle ein Bild. Falls du dabei helfen möchtest, erklärt die Anleitung , wie das geht. |
| Tongcheng Travel     | Airbus A320neo  | B-30AM                  | seit Juni 2022      | Bild gesucht Die Wikipedia wünscht sich an dieser Stelle ein Bild. Falls du dabei helfen möchtest, erklärt die Anleitung , wie das geht. |
| Tongcheng Travel     | Airbus A320neo  | B-30AN                  | seit April 2023     | Bild gesucht Die Wikipedia wünscht sich an dieser Stelle ein Bild. Falls du dabei helfen möchtest, erklärt die Anleitung , wie das geht. |
| Spicy Girls in Hunan | Airbus A320neo  | B-30EH                  | seit Dezember 2022  | Bild gesucht Die Wikipedia wünscht sich an dieser Stelle ein Bild. Falls du dabei helfen möchtest, erklärt die Anleitung , wie das geht. |